# Joan Guix i Oliver
Joan Guix i Oliver (Barcelona, 26 de novembre de 1950) és un metge i polític català. Des de gener del 2016 fins al 2 de juny del 2020 va ser el secretari general del Departament de Salut de la Generalitat de Catalunya i el director de l'Agència de Salut Pública de Catalunya.

## Biografia
Nascut a Barcelona l'any 1950. Joan Guix és doctor en Medicina, especialista en Cirurgia General i Digestiva i en Medicina Preventiva i Salut Pública, màster en Salut Pública i diplomat en estadística aplicada i epidemiologia per la Universitat Pierre et Marie Curie de París.
Ha estat director del Servei Regional al Camp de Tarragona de l'Agència de Salut Pública de Catalunya, gerent de l'Agència de Salut Pública de Barcelona i gerent de l'Institut Municipal de Salut Pública de l'Ajuntament de Barcelona. També ha desenvolupat altres responsabilitats directives en l'àmbit sanitari.
En l'àmbit acadèmic, ha estat professor associat per la Universitat Rovira i Virgili (URV), i és professor visitant del Màster de Salut Pública de la Universitat Pompeu Fabra i del Màster Conjunt en Polítiques i Socials de les Universitats Pompeu Fabra i Johns Hopkins.
En l'àmbit de la recerca, és investigador del Medical Anthropology Research Center i de l'Institut d'Investigació Sanitària Pere Virgili, entre d'altres. També és autor de diverses publicacions científiques en revistes indexades i en llibres. Ha estat regidor de l'Ajuntament de Reus per Esquerra Republicana de Catalunya.